# 1013년

## 연호
- 북송(北宋) 대중상부(大中祥符) 6년
- 요(遼) 개태(開泰) 2년
- 일본(日本) 조와(長和) 2년
- 리 왕조(李朝) 투언티엔(順天) 4년

## 기년
- 북송(北宋) 진종(眞宗) 16년
- 요(遼) 성종(聖宗) 32년
- 고려(高麗) 현종(顯宗) 4년
- 리 왕조(李朝) 태조(太祖) 4년